# Łukasz Baka
Łukasz Baka – polski psycholog, doktor habilitowany nauk społecznych.

## Życiorys
W 2001 r. ukończył studia pedagogiczne w Wyższej Szkole Pedagogicznej w Częstochowie, a w 2010 r. studia psychologiczne w Szkole Wyższej Psychologii Społecznej w Warszawie, w 2007 r. obronił pracę doktorską pt. Lęk przed śmiercią a wybrane elementy światopoglądu młodzieży, której promotorem był dr hab. Romuald Derbis, w 2018 r. habilitował się na podstawie pracy zatytułowanej Zachowania kontrproduktywne w pracy. Dlaczego pracownicy szkodzą organizacji?.
Został pracownikiem naukowym na Akademii Pedagogiki Specjalnej im. Marii Grzegorzewskiej, w Państwowej Wyższej Szkole Zawodowej w Skierniewicach, w Centralnym Instytucie Ochrony Pracy – Państwowego Instytutu Badawczego, oraz na Akademii im. Jana Długosza w Częstochowie.